# 한나 힐턴
한나 힐턴 또는 한나 힐튼(Hanna Hilton, 1984년 10월 31일 ~ )은 미국의 포르노 배우이다.